# Theme Park
Theme Park is een computerspel uit 1994. Het werd ontwikkeld door Bullfrog Productions en uitgebracht door Electronic Arts in 1994. Het doel van het spel is een pretpark te bouwen en te managen. De speler moet een achtbaan bouwen, erop letten dat de rijen niet te lang worden en winkels bouwen zodat de bezoekers kunnen eten, drinken en souvenirs kunnen kopen. Ook moet er tegen een adequaat salaris personeel gehuurd worden zodat alles naar behoren verloopt. Door onderzoek kunnen nieuwe achtbanen gebouwd worden. Het spel kan op drie manieren gespeeld worden. Met sandbox kan gelijk begonnen worden, terwijl Sim en Full meer strategie vereisen.

## Platforms
| jaar | platform                                                                                            |
| ---- | --------------------------------------------------------------------------------------------------- |
| 1994 | 3DO, Amiga, DOS, Macintosh                                                                          |
| 1995 | Amiga CD32, Atari Jaguar, FM Towns, PC-98, PlayStation, SEGA CD, Sega Mega Drive, SEGA Saturn, SNES |
| 2007 | Nintendo DS                                                                                         |
| 2008 | PlayStation 3, PSP                                                                                  |
| 2012 | PS Vita                                                                                             |
| 2013 | Windows                                                                                             |

In 2011 kwam er ook een versie uit voor Android, iPad en iPhone maar deze werd ontwikkeld door Progressive Media ApS en uitgegeven door EA Mobile.

## Ontvangst
| Beoordeeld door      | Platform    | Datum          | Score |
| -------------------- | ----------- | -------------- | ----- |
| PC Gamer UK          | DOS         | juni 1994      | 95%   |
| Interface            | DOS         | 1994           | 95%   |
| Total! (Duitsland)   | SNES        | juni 1995      | 95%   |
| CU Amiga             | Amiga       | september 1994 | 93%   |
| PC Games (Duitsland) | DOS         | augustus 1994  | 86%   |
| PC Games (Duitsland) | DOS         | augustus 1994  | 85%   |
| ST-Computer          | Jaguar      | mei 1995       | 82%   |
| UOL Jogos            | Nintendo DS | 27 maart 2007  | 80%   |
| Amiga Joker          | Amiga CD32  | maart 1995     | 73%   |
| Jeuxvideo.com        | Nintendo DS | 27 maart 2007  | 65%   |

## Trivia
- Het spel is opgenomen in het boek 1001 Video Games You Must Play Before You Die van Tony Mott.

## Vervolg
Bullfrog gaf twee vervolgen op het spel uit getiteld Theme Park World (verkocht in de Verenigde Staten als Sim Theme Park) en Theme Park Inc (ook wel SimCoaster).